# مارسيا هندرسون
مارسيا هندرسون (بالإنجليزية: Marcia Henderson) هي ممثلة أمريكية، ولدت في 22 يوليو 1929 في الولايات المتحدة، وتوفيت في 23 نوفمبر 1987. من الجوائز التي نالتها جائزة المسرح العالمي سنة 1950.

## الحياة الشخصية
تزوجت هندرسون من طالب الطب روبرت برودسكي في 15 أكتوبر 1950 في مدينة نيويورك. انفصلا في ديسمبر 1953. في عام 1961، تزوجت من الممثل روبرت. كان لديهم ابنتان، أليندا ومالوري.
ابتداءً من عام 1957، عانت هندرسون من التهاب المفاصل الروماتويدي، "الأمر الذي حد بشدة من مسيرتها التمثيلية الواعدة وآل نهايتها" في الستينيات. شُخصت حالتها لاحقًا بمرض الذئبة، وهو أحد أمراض المناعة الذاتية.

## جوائز
- جائزة المسرح العالمي (1950)

## وصلات خارجية
- مارسيا هندرسون على موقع IMDb (الإنجليزية)
- مارسيا هندرسون على موقع ألو سيني (الفرنسية)
- مارسيا هندرسون على موقع ميوزك برينز (الإنجليزية)
- مارسيا هندرسون على موقع أول موفي (الإنجليزية)
- مارسيا هندرسون على موقع قاعدة بيانات برودواي على الإنترنت (الإنجليزية)
- مارسيا هندرسون على موقع قاعدة بيانات الأفلام السويدية (السويدية)
- مارسيا هندرسون على موقع إن إن دي بي (الإنجليزية)
- مارسيا هندرسون على موقع قاعدة بيانات الفيلم (الإنجليزية)
- مارسيا هندرسون على موقع كينوبويسك (الروسية)